# SeaQuest DSV
SeaQuest DSV est un jeu vidéo d'action sorti en 1994 sur Game Boy, Mega Drive et Super Nintendo. Le jeu a été développé par Sculptured Software (pour les versions Mega Drive et Super Nintendo) et Unexpected Development (pour la version Game Boy) ; et, édité par Black Pearl Software (sur Mega Drive) et Malibu Games (sur les consoles Nintendo). Il est basé sur la série télévisée SeaQuest, police des mers.